# Саутерн-Гарбор
Саутерн-Гарбор (англ. Southern Harbour) — містечко в Канаді, у провінції Ньюфаундленд і Лабрадор.

## Населення
За даними перепису 2016 року, містечко нараховувало 369 осіб, показавши скорочення на 30,9%, порівняно з 2011-м роком. Середня густина населення становила 68,3 осіб/км².
З офіційних мов обидвома одночасно володіли 5 жителів, тільки англійською — 365. Усього 5 осіб вважали рідною мовою не одну з офіційних.
Працездатне населення становило 43,3% усього населення, рівень безробіття — 30,8% (28,6% серед чоловіків та 36,4% серед жінок). 84,6% осіб були найманими працівниками, а 15,4% — самозайнятими.

## Клімат
Середня річна температура становить 4,9°C, середня максимальна – 19,1°C, а середня мінімальна – -9,7°C. Середня річна кількість опадів – 1 387 мм.
| Клімат поселення                              | Клімат поселення | Клімат поселення | Клімат поселення | Клімат поселення | Клімат поселення | Клімат поселення | Клімат поселення | Клімат поселення | Клімат поселення | Клімат поселення | Клімат поселення | Клімат поселення | Клімат поселення |
| Показник                                      | Січ.             | Лют.             | Бер.             | Квіт.            | Трав.            | Черв.            | Лип.             | Серп.            | Вер.             | Жовт.            | Лист.            | Груд.            |                  |
| Середній максимум, °C                         | 0,29             | −0,36            | 2,36             | 6,64             | 10,60            | 14,73            | 17,98            | 19,06            | 15,35            | 10,72            | 6,30             | 1,91             |                  |
| Середня температура, °C                       | −4,37            | −5,02            | −2,31            | 1,98             | 5,93             | 10,08            | 14,80            | 15,90            | 12,17            | 7,54             | 3,12             | −1,26            |                  |
| Середній мінімум, °C                          | −9,04            | −9,68            | −6,96            | −2,68            | 1,28             | 5,41             | 11,64            | 12,72            | 9,00             | 4,37             | −0,06            | −4,44            |                  |
| Норма опадів, мм                              | 128              | 118              | 110              | 103              | 94               | 128              | 99               | 101              | 127              | 135              | 130              | 114              |                  |
| Середньомісячна швидкість вітру, м/с          | 7.39             | 6.91             | 6.58             | 6.01             | 5.34             | 5.05             | 4.88             | 4.95             | 5.46             | 6.12             | 6.69             | 7.20             |                  |
| Середньомісячна сонячна радіація, кДж/м²·день | 3945             | 6754             | 10674            | 14066            | 17209            | 19088            | 18824            | 15968            | 11957            | 7181             | 4108             | 3042             |                  |
| --------------------------------------------- | ---------------- | ---------------- | ---------------- | ---------------- | ---------------- | ---------------- | ---------------- | ---------------- | ---------------- | ---------------- | ---------------- | ---------------- | ---------------- |
| Джерело:                                      |                  |                  |                  |                  |                  |                  |                  |                  |                  |                  |                  |                  |                  |